# Canton d'Asnières-sur-Seine
Le canton d'Asnières-sur-Seine est une circonscription électorale française du département des Hauts-de-Seine.

## Histoire

### Département de la Seine
Le canton d'Asnières de l'ancien département de la Seine, constitué des communes d'Asnières et de Gennevilliers a été créé par la loi du 13 avril 1893  par scission du canton de Nanterre.

### Département desHauts-de-Seine
Dans le cadre de la mise en place du département des Hauts-de-Seine, la commune d'Asnières-sur-Seine est divisée en deux cantons par le décret du 20 juillet 1967, ceux d'Asnières-sur-Seine-Nord et d'Asnières-sur-Seine-Sud.
Un nouveau découpage territorial des Hauts-de-Seine entre en vigueur à l'occasion des premières élections départementales suivant le décret du 26 février 2014. Les conseillers départementaux sont, à compter de ces élections, élus au scrutin majoritaire binominal mixte. Les électeurs de chaque canton élisent au Conseil départemental, nouvelle appellation du Conseil général, deux membres de sexe différent, qui se présentent en binôme de candidats. Les conseillers départementaux sont élus pour 6 ans au scrutin binominal majoritaire à deux tours, l'accès au second tour nécessitant 12,5 % des inscrits au 1er tour. En outre la totalité des conseillers départementaux est renouvelée. Ce nouveau mode de scrutin nécessite un redécoupage des cantons dont le nombre est divisé par deux avec arrondi à l'unité impaire supérieure si ce nombre n'est pas entier impair, assorti de conditions de seuils minimaux. Dans les Hauts-de-Seine, le nombre de cantons passe ainsi de 45 à 23.
Dans ce cadre, les cantons d'Asnières-Nord et d'Asnières-Sud sont supprimés, et le canton d'Asnières-sur-Seine, désormais formé uniquement d'une fraction de la commune d'Asnières-sur-Seine, est recréé. Ce canton est entièrement inclus dans l'arrondissement de Nanterre. Le bureau centralisateur est situé à Asnières-sur-Seine.

## Représentation avant 1945

### Département de la Seine
Le docteur Jean Huet (SFIO), conseiller général d'Asnières (1945 → ?) et maire d'Asnières (1947 → 1959), a été élu président du Conseil général de la Seine de juin 1955 à juin 1956.

#### Avant la création de circonscriptions du canton (de 1893 à 1919)
| Période | Période               | Identité                              | Étiquette                        | Qualité |
| ------- | --------------------- | ------------------------------------- | -------------------------------- | --- |
| 1893    | novembre 1911 (décès) | François Laurent-Cély (1843-1911)     | Nationaliste Radical Indépendant | Ancien officier, puis Président du Conseil général de la Seine (1911), Propriétaire rue de Provence à Paris, et à Asnières |
| 1911    | 1919                  | Hector-Gonsalphe Fontaine (1844-1926) | Rad.                             | Préfet des études à l'école commerciale de Paris Maire d'Asnières (1886 → 1901 et 1904 → 1920)                             |

#### 1recirconscription (Asnières-sur-Seine(ouest) (de 1919 à 1945)
| Période                                  | Période                     | Identité                  | Étiquette | Qualité |
| ---------------------------------------- | --------------------------- | ------------------------- | --------- | --- |
| Les données manquantes sont à compléter. |                             |                           |           | |
| 1919                                     | 1925                        | Hector-Gonsalphe Fontaine | RG        | Préfet des études à l'école commerciale de Paris Maire d'Asnières (1886 → 1901 et 1904 → 1920)                       |
| 1925                                     | 1940 maintenu jusqu'en 1944 | Pierre Michaux (1886-)    | RG        | Négociant |
| 1945 Décret du 12 mars 1945              | 1945                        | René Cany (1905-1965)     | SFIO      | Chef-comptable Maire-adjoint d'Asnières-sur-Seine (1944-1945), ancien membre du réseau de résistance Libération-Nord |

#### 2ecirconscription(Asnières-sur-Seine(est) etGennevilliers) (de 1925 à 1940)
| Période                                  | Période                          | Identité                     | Étiquette | Qualité |
| ---------------------------------------- | -------------------------------- | ---------------------------- | --------- | --- |
| Les données manquantes sont à compléter. |                                  |                              |           | |
| 1925                                     | 1929 (décès)                     | Louis Roche (1862-1929)      | RG        | Propriétaire Maire de Gennevilliers                                                                                      |
| 1929                                     | 1934 (décès)                     | Homère Robert (1873-1934)    | RG        | Industriel Vice-Président de la Chambre syndicale des fabricants de caisses Maire de Villeneuve-la-Garenne (1929 → 1934) |
| 1934                                     | 1940 (déchu le 1er février 1940) | Jean Grandel                 | PC-SFIC   | Employé à Paris-Central Maire de Gennevilliers (1934 → 1939)                                                             |
|                                          |                                  |                              |           | |
| 1941 (nommé par décret)                  | 1944                             | Gabriel Beaumier (1888-1970) |           | Maraîcher, Vice-Président du syndicat agricole de Gennevilliers                                                          |
|                                          |                                  |                              |           | |
| 1945 Décret du 12 mars 1945              | 1945                             | Waldeck L'Huillier           | PCF       | Ingénieur, ancien résistant Maire de Gennevilliers (1945 → 1973)                                                         |

#### Conseillers d'arrondissement du canton d'Asnières (de 1893 à 1940)
| Période                                  | Période           | Identité                           | Étiquette               | Qualité |
| ---------------------------------------- | ----------------- | ---------------------------------- | ----------------------- | --- |
| 1893                                     | 1902 (décès)      | Jean-Charles Maillart              | PRS                     | Directeur d'assurances, Président du Conseil d'arrondissement (1894, 1895, 1899), ancien maire d'Asnières (1885-1886)   |
| Juil.1902                                | 1921 (décès)      | François Topin (1843-1921)         | Nationaliste            | Rentier, adjoint au maire d'Asnières                                                                                    |
| Août 1921                                | 1923              | Jean-Ernest Hennequant (1870-1943) | RG                      | Vice-Président de la Fédération des groupes commerciaux et industriels de la banlieue parisienne, pharmacien à Asnières |
| 1923                                     | 1923 (annulation) | André Marty                        | soutien PC-SFIC et SFIO | Mutin de la Mer Noire                                                                                                   |
|                                          |                   |                                    |                         | Les conseils d'arrondissement de la Seine ont été supprimés par la loi du 29 mai 1925.                                  |
| Les données manquantes sont à compléter. |                   |                                    |                         | |

## Représentation depuis 1945

### De 1945 à 1967

#### 1945 à 1953: Secteur de Saint-Denis-Nord
Trois élus viennent d'Asnières : 
- Jean Huet, SFIO, médecin, maire d'Asnières (1947-1959), Président du conseil général de la Seine (1955-1956)
- Honoré Galli, PCF, cuisinier, permanent politique, ancien adjoint au maire d'Asnières.
- Renée Dervaux, PCF, secrétaire comptable, adjointe au maire d'Asnières (remplace Gaston Gouillet, décédé, de 1948 à 1953).

#### 1953 à 1959: 4ème secteur
Trois élus viennent d'Asnières :
- André Gatefait, Indépendant, ancien entrepreneur, ancien maire d'Asnières de 1939 à 1944.
- Jean Huet, SFIO, médecin, maire d'Asnières
- Renée Dervaux, PCF.

#### 1959 à 1967
- 16ème secteur (Asnières-Sud-Ouest) : Robert Lavergne, DVD puis UDR, ingénieur.
- 17ème secteur (Asnières-Nord-Est) : Jean Huet, SFIO.

### Département desHauts-de-Seine

#### Conseillers généraux de 1967 à 2015
voir canton d'Asnières-sur-Seine-Nord et canton d'Asnières-sur-Seine-Sud.

#### Conseillers départementaux depuis 2015
Après le redécoupage cantonal de 2014 en France, les conseillers départementaux du canton sont les suivants :
| Période élective | Période élective | Mandat | Mandat   | Identité        | Nuance | Nuance | Qualité                                                                            |
| ---------------- | ---------------- | ------ | -------- | --------------- | ------ | ------ | ---------------------------------------------------------------------------------- |
| 2015             | 2021             | 2015   | 2021     | Josiane Fischer |        | UDI    | Adjointe au maire d'Asnières-sur-Seine (2001, → )                                  |
| 2015             | 2021             | 2015   | 2021     | André Mancipoz  |        | LR     | Cadre retraité Premier adjoint au maire d'Asnières-sur-Seine (2014 → )             |
| 2021             | 2028             | 2021   | en cours | Josiane Fischer |        | UDI    | Conseillère sortante Conseillère départementale déléguée aux enjeux métropolitains |
| 2021             | 2028             | 2021   | en cours | Thomas Lam      |        | LR     | Adjoint au maire d'Asnières-sur-Seine                                              |

### Résultats détaillés

#### Élections de mars 2015
Lors des élections départementales de 2015, huit binômes (record départemental) étaient en lice : 
- Gwenaël Blancho (FN) et Amandine Leproux (FN) ;
- Cyrille Déchenoix, conseiller général sortant d'Asnières-sur-Seine-Sud (DVD) et Hélène Pichard (DVD) ;
- Ratiba Andalouci-Razzouki (SE) et Xavier Colson (SE) ;
- Lara Parrenin (SE) et Thierry Sellier (MoDem) ;
- Marie-Christine Baillet (PS) et Luc Bérard de Malavas, conseiller général sortant d'Asnières-sur-Seine-Nord  (PS) ;
- Josiane Fischer (UDI) et André Mancipoz (UMP) ;
- Marion Robert (EELV) et Axel Allain (EELV) ;
- Nino Schillaci (PCF-FDG) et Fanny Chartier (PCF-FDG)[19]

À l'issue du 1er tour, deux binômes sont en ballottage : Josiane Fischer et André Mancipoz (Union de la Droite, 29,83 %) et Marie-Christine Baillet et Luc Berard de Malavas (PS, 26,7 %). Le taux de participation est de 42,11 % (15 213 votants sur 36 123 inscrits) contre 46,11 % au niveau départemental et 50,17 % au niveau national.
Au second tour, Josiane Fischer et André Mancipoz (Union de la Droite) sont élus avec 54,67 % des suffrages exprimés et un taux de participation de 41,21 % (7 562 voix pour 14 885 votants et 36 119 inscrits).

#### Élections de juin 2021
Le premier tour des élections départementales de 2021 est marqué par un très faible taux de participation (33,26 % au niveau national). Dans le canton d'Asnières-sur-Seine, ce taux de participation est de 32,05 % (11 810 votants sur 36 854 inscrits) contre 35,09 % au niveau départemental. À l'issue de ce premier tour, deux binômes sont en ballottage : Josiane Fischer et Thomas Lam (Union au centre et à droite, 38,11 %) et Thomas Bury et Francesca Pasquini (binôme écologiste, 18,92 %).
Le second tour des élections est marqué une nouvelle fois par une abstention massive équivalente au premier tour. Les taux de participation sont de 34,36 % au niveau national, 37,05 % dans le département et 35,92 % dans le canton d'Asnières-sur-Seine. Josiane Fischer et Thomas Lam (Union au centre et à droite) sont élus avec 59,41 % des suffrages exprimés (7 449 voix pour 13 244 votants et 36 868 inscrits),,. 

## Composition

### Composition de 1893 à 1967
Alors canton du département de la Seine, le canton d'Asnières est composé de deux communes :
- Asnières,
- Gennevilliers.

### Composition depuis 2015
| Nom                                        | Code Insee | Intercommunalité         | Superficie (km2) | Population (dernière pop. légale)                | Densité (hab./km2) | Modifier                                    |
| ------------------------------------------ | ---------- | ------------------------ | ---------------- | ------------------------------------------------ | ------------------ | ------------------------------------------- |
| Asnières-sur-Seine (bureau centralisateur) | 92004      | Métropole du Grand Paris | 4,82             | Fraction : 74 612 (2022) Commune : 91 457 (2022) | 18 974             | modifier les données · modifier les données |
| Canton d'Asnières-sur-Seine                | 9202       |                          |                  | 74 612 (2022)                                    |                    | modifier les données                        |

Le nouveau canton d'Asnières-sur-Seine comprend la partie de la commune d'Asnières-sur-Seine située au nord d'une ligne définie par l'axe des voies et limites suivantes : depuis la limite territoriale de la commune de Bois-Colombes, ligne de chemin de fer, ligne droite dans le prolongement de la rue de Nanterre, rue de Nanterre, rue Waldeck-Rousseau, avenue de la Marne, rue de Verdun, rue Maurice-Bokanowski, rue Gallieni, quai du Docteur-Dervaux, grande-Rue-Charles-de-Gaulle, pont d'Asnières, jusqu'à la limite territoriale de la commune de Clichy.

## Démographie
En 2022, le canton comptait 74 612 habitants, en évolution de +8,14 % par rapport à 2016 (Hauts-de-Seine : +2,75 %, France hors Mayotte : +2,11 %).
| 2013   | 2018   | 2022   |
| ------ | ------ | ------ |
| 68 984 | 69 519 | 74 612 |